# Fokker G.I
A Fokker G.I egy holland gyártmányú nehéz kétmotoros vadászrepülőgép volt, méretiben és szerepében hasonló, mint a német Messerschmitt Bf 110 és az angol Mosquito. Bár gyártásba került a második világháború kitörése előtt, a harcokba csak akkor kapcsolódott be, amikor Hollandia sorsa már eldőlt. A rendszerbe állított néhány géppel még sikerült néhány légigyőzelmet kiharcolni, de azután kivonták a szolgálatból és a megmaradt példányokat gyakorló repülőgépként sorozták be a Luftwaffe állományába.  

## Tervezés és fejlesztés
A G.I-et 1936-ban kezdte tervezni a Fokker főmérnöke, Dr. Schatzki a gyár magán kezdeményezéséből. A repülőgépnek a jachtkruiser, nehéz vadászrepülőgép vagy légi cirkáló szerepet szánták, mely képes kivívni a légi fölényt és bombázóként is használható. Ez a feladat a maga korában fontos szerepet játszott be Giulio Douhetnek a légierőről megfogalmazott elméletének  megfelelően. A Fokker G.I kétmotoros, kettős törzsű felépítésű repülőgép lett, melynek központi gondolájában foglalt helyet a két vagy háromtagú személyzet: a pilóta, rádiós-navigátor-faroklövész vagy egy bombázó. Fegyverzetét egy 23 mm űrméretű Madsen ikergépágyú és két 7,9 mm-es géppuska (később nyolc géppuska) alkotta az orrban illetve a hátsó lőállásban.
Fő feladata mellett a G.I földi célpontok elleni támadásra is alkalmas volt és használhatták könnyű bombázóként is: egy 400 kg-os vagy két 200 kg-os illetve 10 darab 26 kg -os bombával lehetett felszerelni. A tervezés és az első prototípus legyártása hét hónapot vett igénybe. Az 1936. évi párisi légi bemutatón megjelenése még első felszállása előtt komoly feltűnést keltett. A kiállításon a repülőgép a szürke-sárga színekben, a spanyol köztársaság felségjelével jelent meg, mivel ez volt az első export megrendelés.
Mint minden Fokker repülőgép akkoriban, ez is vegyes szerkezettel készült: a központi gondola eleje és a farokszerkezetet tartó kettős törzs hegesztett keret köré épült fel és alumínium lemezzel lett burkolva. A gondola hátsó része és a szárny rétegelt lemezzel borított faszerkezet volt. Ugyanezt a technikát alkalmazták a Fokker sikeres utasszállító repülőgépein is. 485 kW (650 LE) teljesítményű Hispano-Suiza 14AB-02/03 motorokkal hajtott G.I prototípus 1937. március 16-án szállt fel először Karel Toman-Mares vezetésével az eindhoveni repülőtérről. A további próbarepülések többségét Emil Meinecke hajtotta végre  A szűzrepülés hibátlanul lezajlott, de egy későbbi próbarepülés alkalmával felrobbant a feltöltő kompresszor, ami csaknem a gép megsemmisüléséhez vezetett. A baleset után azonnal kicserélték a Hispano-Suiza motorokat 559 kW (750 LE) teljesítményű Pratt & Whitney SB4-G Twin Wasp Junior csillagmotorokra.

## Szolgálatban

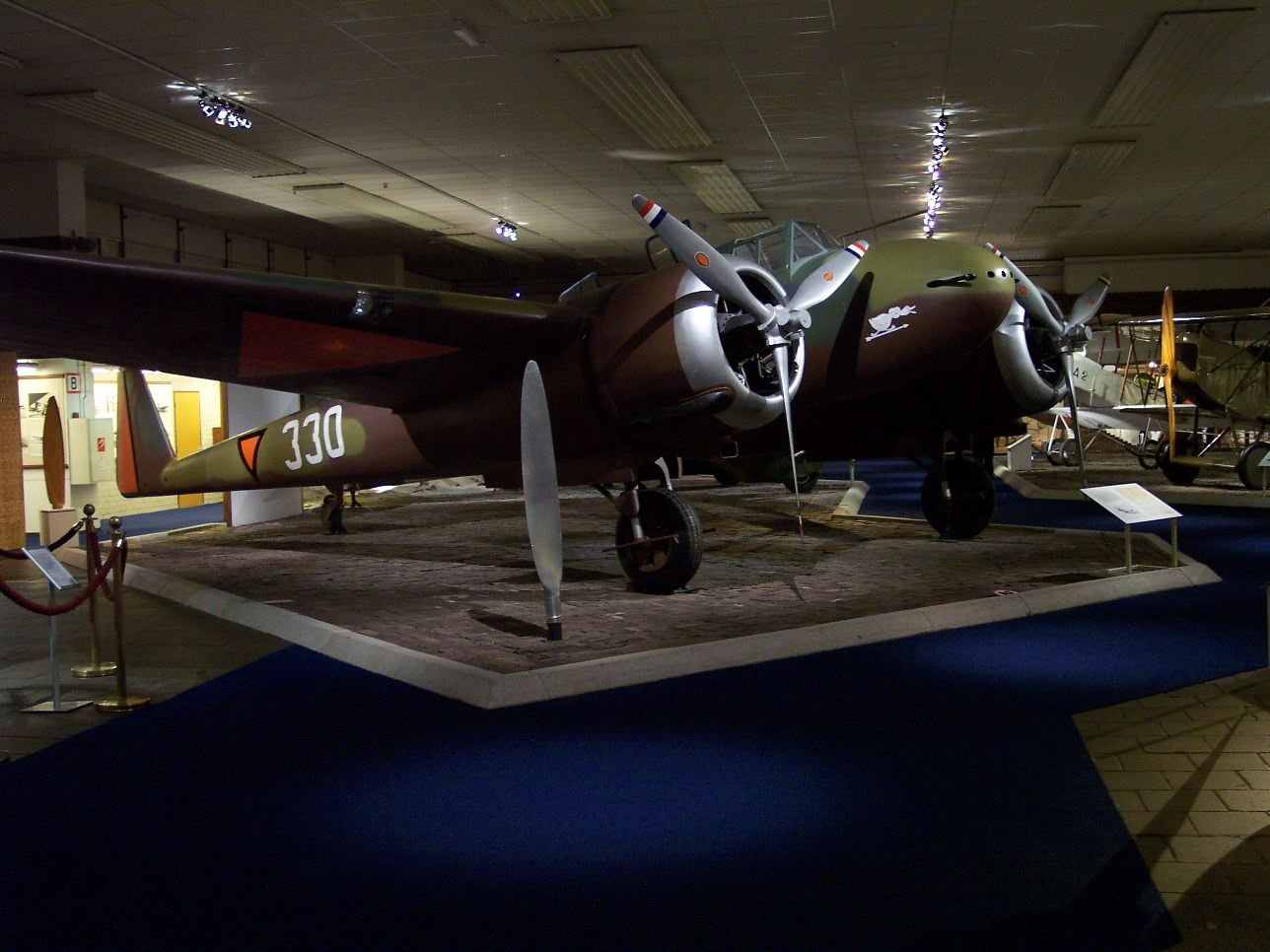
A G.I másolata a Holland Légierő Múzeumában Soesterbergben

Még a próbarepülések alatt szerződést kötöttek a spanyol köztársasági kormánnyal 26 export verziójú G.I repülőgépre Pratt & Whitney motorokkal. Annak ellenére, hogy a vételárat kiegyenlítették, a gépeket mégsem szállították ki, mert a holland kormány embargót rendelt el minden Spanyolországba irányuló hadfelszerelésre. A Fokker cég azonban folytatta a gyártást, mire az a hír terjedt el, hogy a sorozatot Finnországnak szánják.
A holland légierőn kívül más országok is érdeklődést mutattak a G.I iránt részint vadászrepülőgép részint zuhanóbombázó szerepkörben. Meg kellett vizsgálni a repülési tulajdonságait zuhanóbombázóként is, ezért felszerelték hidraulikusan működtetett szárny alatti aerodinamikai fékekkel. A próbák kimutatták, hogy a gép több mint 644 km/h sebességet képes elérni zuhanórepülésben és akrobatikus teljesítményt produkál. A svéd légierő tisztje Bjorn Bjuggren kapitány több mint 20 zuhanórepülést hajtott végre G.I-el és nagyon kedvezően nyilatkozott tapasztalatairól. Spanyolországból 26, Svédországból 18 Wasp hajtóműves G.Ib-re jött megrendelés, a Mercury csillagmotorral hajtott gépekből pedig 12 darabot Dánia, 72 darabot Svédország rendelt. Bár Belgium, Törökország, Magyarország és Svájc is komoly érdeklődést mutatott a gép iránt, hivatalos megrendelést egyik ország sem adott.
A Luchtvaartafdeeling 36 darab G.Ia vadászrepülőgépet rendelt 541 kW (725 LE) teljesítményű Bristol Mercury VIII csillagmotorral, mely a Fokker D.XXI vadászgépekben használt hajtóművek is voltak. Ezekkel a gépekkel két századot szereltek fel. Csak a földi célpontok elleni támadásra szánt első négy gép készült háromüléses változatban, a többit kétüléses vadász változatban gyártották. A legyártott repülőgépekkel a Rotterdamban állomásozó 3. Jachtvliegtuigafdeling (JaVA) és a Bergen közelében állomásozó 4. JaVA vadászrepülő egységet szerelték fel. A repülőgépek aktívan teljesítettek a határ menti őrjáratokat az ország semlegességének megőrzése céljából. A RAF egy Armstrong Whitworth Whitley repülőgépét, mely megsértette Hollandia légterét leszállásra kényszerítettek.

### Harcok Hollandiában
1940 május 10-én, amikor a német csapatok megtámadták Hollandiát, 23 G.Ia repülőgép volt bevethető állapotban és a spanyol megrendelésre szánt G.Ib sorozatból egy tucat repülőgép állt készen fegyverzetre várva.
A német invázió kora hajnalban (03:50 órakor) kezdődött a Luftwaffe támadásával a holland repülőterek ellen. A 4. JaVA pusztító tüzet kapott és egyetlen kivétellel összes repülőgépét elvesztette, a 3. JaVA legalább két G.Ia vadászgépe még idejében felszállt és lelőtt három Heinkel He 111 bombázót. A két század tovább folytatta felszállásait, de a nap végére mindössze három bevethető gépük maradt. A Fokker gyárban az embargó alá vont spanyol G.Ib gépeket lefoglalták. Ezek a gépek fegyvertelenek voltak, de hármat sietve felszereltek négy-négy géppuskával. A rendelkezésre álló gépeket az ötnapos háborúban elsősorban földi célok ellen vetették be hátráltatva az előretörő német gyalogságot, de az utánpótlást szállító Ju 52/3m szállítógépeket is támadták. Bár a források töredékesek és pontatlanok, a G.I vadászgépeket Rotterdam és Hága fölött vetették be és hozzájárultak 167 Ju 52 megsemmisítéséhez, 14 bizonyított légi győzelemmel.

### A harcok után
A harcok befejeződése után néhány G.I a németek hadizsákmányává vált a megmaradt spanyol exportra szánt gépekkel és azokkal a G.Ib-kel, melyeket a dán kormány rendelt meg 1939-ben. Ezeket a gépeket 1941 közepén befejezték a Fokker művekben befejezték és átirányították Bécsújhelyre a Bf 110 német gépek pilótái számára, gyakorló gépekként. A következő két évben a Flugzeugführerschule (B) használta ezeket a gépeket, amig teljesen el nem használódtak.
1941 május 5-én egy Fokker berepülőpilóta, Hidde Leegstra Ir. Piet Vos mérnök (és az igazgatótanács tagja) társaságában megszervezte egy G.I átmentését Angliába. Az ürügy egy próbarepülés volt, melyhez többlet üzemanyagot vételeztek és kivártak egy olyan időpontot, amikor a felhők jótékonyan eltakarták a Luftwaffe szemei elől a szökésben lévő repülőgépet. Miután sikeresen landoltak Angliában, a gépet átadták a Phillips and Powis Aircraft társaságnak, amely akkor éppen egy teljesen fa szerkezetű vadászbombázót tervezett és érdeklődött a G.I szárnyának szerkezete iránt és megvizsgálta, vajon az angliai sokkal szigorúbb időjárási viszonyoknak mennyire áll ellen. Annak ellenére, hogy a gépet ettől kezdve a háború tartama alatt szabad ég alatt tárolták, a G.I ép maradt, csak egy kicsit megkopott a borítása 1945 után.
Nem maradt fenn a mai napig egyetlen G.I sem, egy később készült másolat látható a Holland Légierő Múzeumában Soesterbergben.

## Változatok
- G.I : Prototípus, hajtotta két Hispano-Suiza 14AB-02/03 csillagmotor, egyetlen példány épült.[14]
- G.Ia : Két- és háromüléses modellek, hajtómű két Bristol Mercury VIII csillagmotor; 36 készült.[15]
- G.Ib : Kétüléses kisebb export modell A G.Ib hossza: 10,38 m, fesztáva: 16,50 m, szárnyfelülete: 35,70 m², hajtómű:  Pratt & Whitney SB4-G Twin Wasp Junior; 25 vagy 26 készült,[16]

## Üzemeltetők
Hollandia
- Holland Királyi Légierő

 Harmadik Birodalom
- Luftwaffe (Wehrmacht)

## Műszaki adatok (Fokker G.Ia)[17][18]

### Méretek
- Hossz: 10,87 m
- Fesztáv: 17,16 m
- Magasság: 3,80 m
- Szárnyfelület: 38,3 m²
- Üres tömeg: 3325 kg
- Teljes tömeg: 4800 kg
- Legnagyobb felszálló tömeg: 5000 kg

### Hajtómű
- Motor: 2 x Bristol Mercury VIII 9 hengeres egysoros léghűtéses csillagmotor
- Teljesítmény: 730 LE (545 kW) 2650 f/min fordulatszámnál felszálláskor, 830 LE (618 kW) 4100m magasságban 2750 f/min legnagyobb tartós teljesítmény

### Repülési teljesítmények
- Legnagyobb sebesség: 475 km/h 4100 m-en
- Hatótáv: 1510 km
- Csúcsmagasság: 10 000 m
- Emelkedési sebesség: 13,5 m/s
- Felületi terhelés: 125,3 kg/m²

### Fegyverzet
- 8 × 7,9 mm előrefelé tüzelő FN-Browning géppuska az orrban
- 1 × 7,9 mm mozgatható géppuska a hátsó ülésnél
- 300 kg bomba (A G.Ib 400 kg tömegű bombát tudott vinni)